# Franca Dominici
Pour les articles homonymes, voir Dominici.
Franca Dominici, née Francesca Dominici le 25 juin 1907 à Bologne dans la région de l'Émilie-Romagne et morte le 14 octobre 1997 à Rome dans la région du Latium, est une actrice italienne. Elle est principalement reconnue comme doublure cinématographique en Italie.

## Biographie
Actrice de genre, elle débute au théâtre à la fin des années 1920 et côtoie notamment les metteurs en scène et acteurs Alfredo De Sanctis (it), Peppino De Filippo, Cesco Baseggio, Mario Siletti et Uberto Palmarini (it) au cours des années trente et quarante.
Elle débute au cinéma en 1939. Elle joue principalement au cours de sa carrière des rôles secondaires et de figurations dans des films italiens. Dans le film biographique Giuseppe Verdi de Raffaello Matarazzo, on la voit ainsi dans un court rôle, celui de la mère de Gioachino Rossini joué par Loris Gizzi. Toujours pour Matarazzo, elle incarne l'une des religieuses du couvent dans le drame L'Esclave du péché (Schiava del peccato) en 1954. En 1957, elle participe à la mini-série télévisée Orgoglio e Pregiudizio de Daniele D'Anza. En 1974, elle joue le rôle de la mère de Lorenzo Piani dans Prete, fai un miracolo, le dernier film de Mario Chiari. Elle apparaît pour la dernière fois au cinéma en 1986 dans la comédie Troppo forte de Carlo Verdone.
Elle reste surtout connue pour avoir participé au doublage de nombreux films en langue italienne. Elle a ainsi doublée de nombreuses actrices étrangères comme Agnes Moorehead, Olivia de Havilland, Thelma Ritter, Jessie Royce Landis, Isobel Elsom, Rachel Kempson, Tessie O'Shea (en), Angela Lansbury, Wendy Hiller, Jean Anderson, Dorothy Tree, Patricia Neal, Lauren Bacall, Anne Crawford, Ruth Hussey, Mercedes McCambridge, June Havoc, Janis Paige, Phyllis Povah, Lillian Gish, Fay Holden, Angela Clarke, Megs Jenkins, Patsy Kelly, Alice Brady, Ellen Corby, Ann Codee, Rosemary Murphy, Constance Collier, Noel Francis, Sarah Selby, Irene Handl, Thora Hird, Nina Mae McKinney, Katina Paxinou, Peggy Ashcroft, Elizabeth Kerr, Anne Pitoniak (en), Jean Parker, Maxine Stuart (en), Sylvia Sidney, Mary Gordon, Anne Seymour, Marjorie Reynolds, Frances Fuller, Janet Gaynor, Joan Blondell, Vivian Nathan, Louise Lorimer, Joyce Carey, Margalo Gillmore, Virginia Grey, Mabel Albertson, Frances Bavier, Judith Anderson, Betty Field, Lee Patrick, Leatrice Joy, Ann Harding, Elsa Lanchester, Geraldine Fitzgerald, Norma Varden, Helen Hayes, Dame May Whitty, Gladys Cooper, Flora Robson, Sybil Thorndike, Constance Chapman (en), Iris Adrian ou italiennes, comme Elena Altieri, Jone Morino, Giovanna Galletti, Olga Solbelli, Vivi Gioi, Leda Gloria, Enrica Dyrell (it) et Elvy Lissiak. Elle a également doublé le personnage de Lady Trémaine dans la version italienne du dessin animé Cendrillon et celui de la mère lapin dans Robin des Bois.
Elle décède à Rome en 1997 à l'âge de 90 ans.

## Filmographie

### Au cinéma
- 1939 : Forse eri tu l'amore de Gennaro Righelli
- 1939 : La mia canzone al vento de Guido Brignone
- 1945 : I dieci comandamenti de Giorgio Walter Chili
- 1946 : Umanità de Jack Salvatori
- 1953 : Giuseppe Verdi de Raffaello Matarazzo
- 1953 : Siamo tutti inquilini de Mario Mattoli
- 1954 : L'Esclave du péché (Schiava del peccato) de Raffaello Matarazzo
- 1955 : La Rivale d'Anton Giulio Majano
- 1956 : L'intrusa de Raffaello Matarazzo
- 1956 : Moglie e buoi de Leonardo De Mitri
- 1956 : Storia di una minorenne de Piero Costa
- 1957 : Difendo il mio amore de Giulio Macchi
- 1957 : La trovatella di Pompei de Giacomo Gentilomo
- 1958 : Sergente d'ispezione de Roberto Savarese
- 1959 : La cambiale de Camillo Mastrocinque
- 1960 : Il carro armato dell'8 settembre de Gianni Puccini
- 1960 : Cinq Femmes marquées (Five Branded Women) de Martin Ritt
- 1961 : Solitudine de Renato Polselli
- 1963 : Adultero lui, adultera lei de Raffaello Matarazzo
- 1965 : Les Complexés (I complessi) de Luigi Filippo D'Amico
- 1966 : Opération peur (Operazione paura) de Mario Bava
- 1966 : Le Commissaire Maigret à Pigalle (Maigret a Pigalle) de Mario Landi
- 1967 : Amore o qualcosa del genere de Dino Bartolo Partesano
- 1967 : Le Retour de Kriminal (Il marchio di Kriminal) de Fernando Cerchio
- 1968 : Uno scacco tutto matto de Roberto Fiz
- 1970 : Lady Barbara de Mario Amendola
- 1971 : Comment entrer dans la mafia (Cose di Cosa Nostra) de Steno
- 1972 : Boccace raconte (Boccaccio) de Bruno Corbucci
- 1974 : Prete, fai un miracolo de Mario Chiari
- 1974 : Pianeta Venere d'Elda Tattoli
- 1976 : San Pasquale Baylonne protettore delle donne de Luigi Filippo D'Amico
- 1978 : Travolto dagli affetti familiari de Mauro Severino
- 1981 : Le Marquis s'amuse (Il marchese del Grillo) de Mario Monicelli
- 1986 : Troppo forte de Carlo Verdone

### À la télévision

#### Séries télévisées
- 1957 : Orgoglio e Pregiudizio de Daniele D'Anza
- 1966 : Le inchieste del commissario Maigret, épisode La vecchia signora di Bayeux de Mario Landi
- 1967 : Vita di Cavour de Piero Schivazappa
- 1970 : Un certo Harry Brent de Leonardo Cortese
- 1971 : I racconti di padre Brown, épisode I tre strumenti di morte de Vittorio Cottafavi
- 1972 : La pietra di luna d'Anton Giulio Majano
- 1973 : Qui squadra mobile, épisode Un Caso ancore aperto d'Anton Giulio Majano
- 1974 : Anna Karenina de Sandro Bolchi
- 1978 : Madame Bovary de Daniele D'Anza
- 1981 : I ragazzi di celluloide de Sergio Sollima

## Source
- (it) Roberto Poppi et Enrico Lancia, Le attrici, Rome, Gremesse, 2003 (ISBN 88-8440-214-X), p. 117.